# Яйцеклетка
Яйцеклетка е хаплоидна женска полова клетка (гамета). Яйцеклетките са част от системата на половото размножаване при ембриофитите (групата растения, включваща дървета, цветя, мъхове и други зелени сухоземни растения) и животните (включително и хората).

## Устройство
Яйцеклетките/яйцата се образуват в половите жлези наречени яйчници или овариуми. Произдведениите от тях полови жлези се отвеждат от яйцепровода.
Яйцеклетките имат кръгла или овална форма и са неподвижни. (Единствено изключение в това отношение представляват яйцата на гъбите и на хидрата, които се движат с псевдоподи.)
В цитоплазмата на яйцеклетката се съдържат жълтъчни вещества, които служат за хранене на новия организъм от момента на оплождането, докато стане годен да се храни по друг начин – самостойно или от майката. Количеството на хранителните вещества, от което зависят и размерите на яйцеклетката, се определят от етапа, в който яйцеклетката започва да се храни самостойно.
Яйцата са заобиколени от защитни обвивки, чиито произход и структура зависят от видовата принадлежност на организмите.
Яйцеклетката се състои от ядро-пронуклеос, заобиколено от вещество наречено лецитин. То е оградено от клетъчна мембрана. Под клетъчната мембрана се разположени структури, чиято задача е унищожаването на сперматозоиди навлезли в яйцеклетката след първия. Тези структури са именно кортикалните гранули. След Клетъчната мембрана има обвивка със защитна функция-зона Пелуцида. И накрая след зона Пелуцида има венец от фуликулни клетки, които свързани носят името „корона Радиата“.

## Размери
Размерът на яйцеклетката е правопропорционален на големината на периода, в който гаметата се храни самостойно.
Яйцата на главоногите, акулите, земноводните, влечугите и птиците са значително по-големи от тези на бозайниците: на кокошката – 4 cm, на щрауса – до 10,5 cm, на бозайниците – до 200 μm.
Човешката яйцеклетка е около 130 μm.

## Особености
Женските полови клетки на петмесечен човешки ембрион достигат до 7 милиона, след което масово дегенерират и към момента на раждане техният брой намалява до 200 000 – 400 000. От тях оцеляват около 400 – 500. Тази динамика е характерна за гръбначните животни. При човека всеки месец (средно на 28 дена) в една яйцеклетка завършва първото делене на мейозата, но не протича второто, ако тя не бъде стимулирана от сперматозоид при оплождане.

## Количество на яйцеклетките
При раждането си всяко момиченце притежава огромно количество и запас от клетки майки (от 500 000 до 1 000 000 овоцити), от които ще се родят яйцеклетките. По време на детството голям брой от овоцитите изчезват. Към пубертета от тях остават само 300 000 – 400 000. След пубертета овоцитите започват да се преобразуват в яйцеклетки. Следователно от възрастта 13 или 14 години, когато яйчникът за почва да „снася“ яйцеклетки, жената може да става майка. Периодът на нейната плодовитост ще трае около 30 години. Така от 300 000 до 400 000-те първоначални яйцеклетки само 350 – 400 ще достигнат до зрелост. Останалите прогресивно ще се изродят.